# Acabaria rubra
Acabaria rubra är en korallart som först beskrevs av Eugen Johann Christoph Esper 1798.  Acabaria rubra ingår i släktet Acabaria och familjen Melithaeidae. Inga underarter finns listade i Catalogue of Life.